# Pampatut

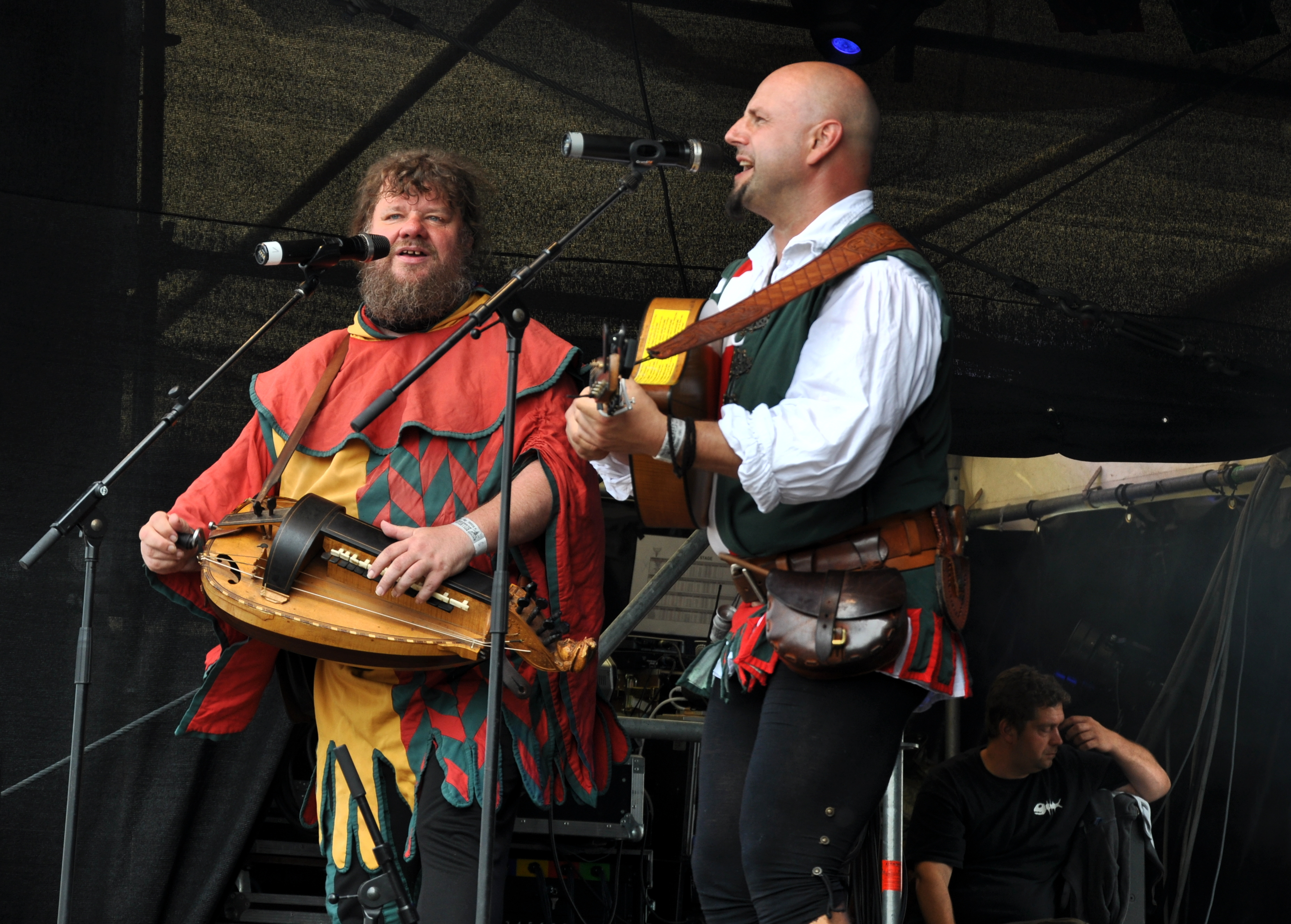
Pampatut beim Wacken Open Air 2013

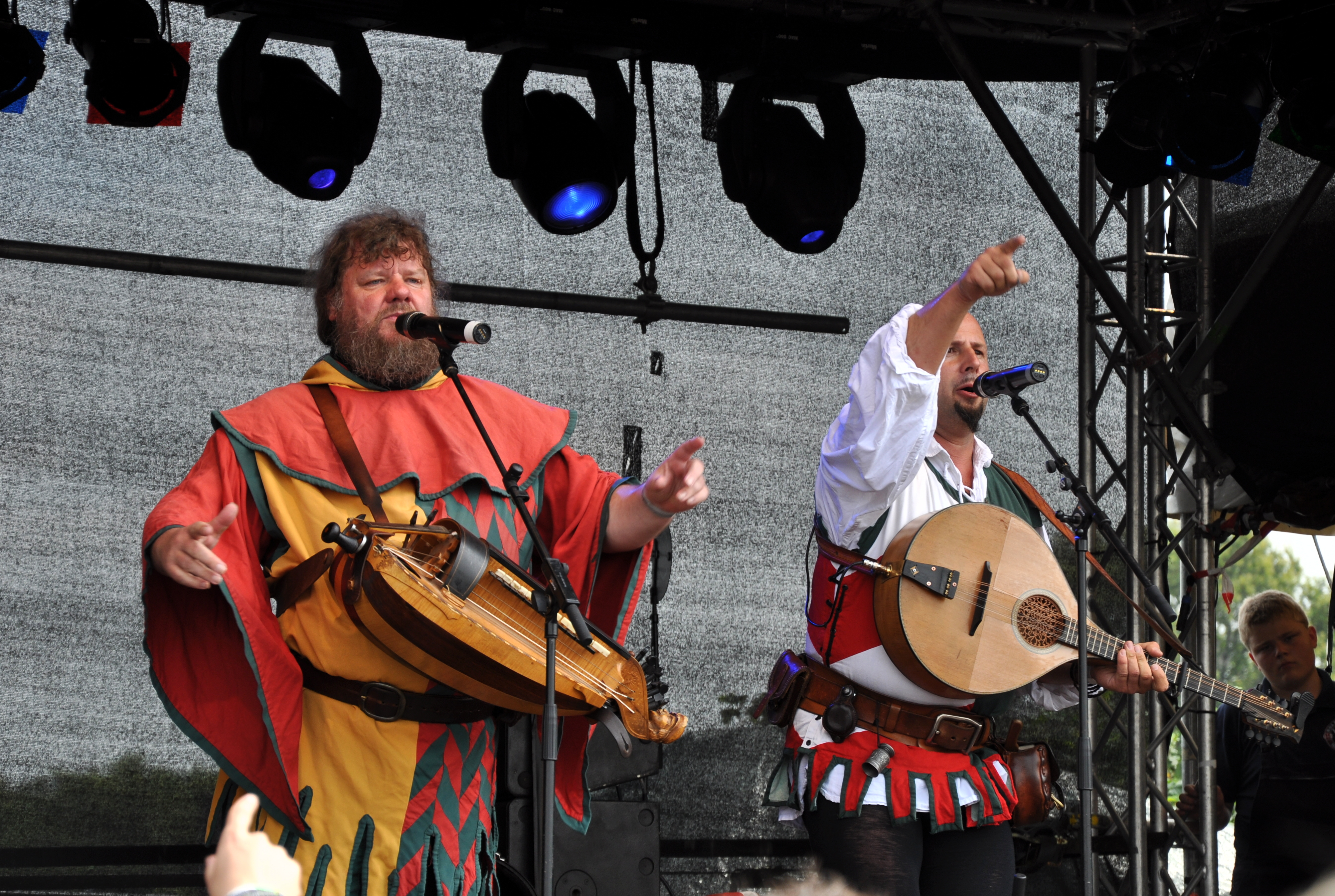
Pampatut beim Wacken Open Air 2013

Pampatut ist ein historisierendes Spielmannsduo aus Sachsen und Thüringen, das 1996 von  Holger Hoffmann und Max von Gluchowe gegründet wurde.

## Geschichte
Holger „Hopfenstreich“ Hoffmann, 1958 geboren, arbeitete nach Abschluss seines Studiums 1985 als freier Musiker. Er studierte Gesang in Berlin bei Elisabeth Umierski und Komposition bei Lieselotte Scharpf. Das Spiel der Sackpfeife erlernte er auf Lehrgängen. Später vervollständigte die Cister das Instrumentarium. Er erstellte Programme mit Peter Siche (Gesang, Gitarre), Thomas Loefke (Irische Harfe), Rudolf Bode (Gesang, Cister, Sackpfeifen), Marion Kokott (Blockflöten), Jan Budweis (Akkordeon), Helmut Abel (Akkordeon), Ulrich Hammann (Klavier und Drehleier) und dem Europäischen Jugendsinfonieorchester. Als Studiomusiker war er Gast bei mehreren CD-Produktionen. Veröffentlicht sind 
1990 „Lästerliches und liederliches“, 1993 „Lasst die Lästerzungen schmoren“ und 2002 „Holger Hoffmann singt Karl-Michael Bellmann, Schwedens feinsinnigen Volkssänger“.
Max von Gluchowe (* 1971) begann 1994 als Spielmann auf Stadt- und Mittelalterfesten.  Er arbeitete als freischaffender Schauspieler, Musiker und Conférencier und für verschiedene Fernsehprojekte. Er gab vielen historische Figuren, unter anderem dem Sächsischen Kommandanten der Festung Königstein Friedrich Wilhelm von Kyaw, ein neues Gesicht. 
1996 lernten sich die beiden Künstler auf der Leuchtenburg in Seitenroda bei Jena kennen und begannen dort ihre ersten gemeinsamen Auftritte. Der Name Pampatut des Duos wurde angeblich aus einer  mittelalterlichen Gerichtsakte entlehnt, wobei „Pampa“ den Trommelrhythmus und „Tut“  ein Blasinstrument klanglich verkörpern soll.
Seit ca. 2019 besteht eine erweiterte Besetzung, "Pampatutti", in welcher zusätzlich Till Hecht (Saxophon) und Phil Inns (Schlagzeug) mitspielen.

## Diskografie
- „Pampatut Gut“ 2002
- „alleweyl Pampatut“ 2007
- „Bähbähbäh“ 2010
- „Live in Wacken“ 2019
- „Schalljahr“ (EP) 2019
- „Schlaraffenland“ 2021

## Bibliografie
- „Pampatut - Auf der Flucht vor Ritter, Tod und Teufel“ 2009, Comic, mit Matthias H. Herzer (Text) und Tobias Wagner (Zeichnungen und Layout)